# الخاندرو کاسترو اسپین
الخاندرو کاسترو اسپین (اسپانیایی: Alejandro Castro Espín‎؛ زادهٔ ۲۹ ژوئیهٔ ۱۹۶۵)؛ سیاستمدار و نظامی اهل کوبا است. وی دارای درجه سرلشکری در وزارت کشور کوبا است. او تنها پسر رائول کاسترو، دبیر اول سابق حزب کمونیست، و ویلما اسپین، یکی از رهبران اصلی انقلاب کوبا است. او برادرزاده فیدل کاسترو است.

## زندگی‌نامه
الخاندرو در ۲۹ ژوئیه ۱۹۶۵ به دنیا آمد. او تنها پسر رائول کاسترو و ویلما اسپین (۲۰۰۷–۱۹۳۰) و برادر دبورا، ماریلا و نیلسا است. خواهر او ماریلا یکی از سکسولوژیستهای برجسته کشور و همچنین مدیر مرکز ملی آموزش جنسی است.
او در گروه اعزامی کوبا که توسط دولتش به جنگ داخلی آنگولا فرستاده شده بود، شرکت کرد و اگرچه در خط مقدم نجنگید، در یک تمرین نظامی در لوآندا، آنگولا، از ناحیه چشم آسیب دید (بدون از دست‌دادن چشم). این جراحت باعث شد که او در میان مخالفان کوبایی لقب «یک چشم» (اسپانیایی: El Tuerto‎) را داشته باشد.
الخاندرو کاسترو یک مهندس و دارای مدرک کارشناسی ارشد در روابط بین‌الملل است. وی همچنین به عنوان محقق در مسائل مربوط به دفاع و امنیت ملی شناخته شده‌است.